# Selepa renirotunda
Selepa renirotunda är en fjärilsart som beskrevs av Emilio Berio 1976/77. Selepa renirotunda ingår i släktet Selepa och familjen trågspinnare. Inga underarter finns listade i Catalogue of Life.